# Joe Hart
Charles Joseph John Hart (Shrewsbury, Inglaterra, Reino Unido, 19 de abril de 1987), conocido como Joe Hart, es un exfutbolista inglés. Jugaba como portero y su último club fue el Celtic F. C. de Escocia. Fue internacional absoluto con la selección de Inglaterra.

## Trayectoria
Comenzó su carrera en el club de su ciudad natal, el Shrewsbury Town, en la Football Conference y la League Two en 2003, en el cual se quedó hasta 2006. Marchó en ese año al Manchester City, temporada durante la cual sólo disputó un partido, por lo que el equipo decidió cederlo al Tranmere Rovers de la Segunda División, donde sólo participó en seis partidos. A pesar del bajo nivel que mostró fue convocado para participar en las Eliminatorias para el Mundial sub-20 de Canadá, siendo portero suplente del equipo.
Al regresar, fue cedido por seis meses al Blackpool, siendo decisivo en los cinco últimos triunfos del equipo, actuaciones que llamaron la atención de Sven-Göran Eriksson, entonces entrenador del Manchester City, quien no estaba conforme con las actuaciones de Andreas Isaksson. Así fue como Hart fue nombrado por Eriksson como "número 1" del equipo.
Debutó con la selección de Inglaterra en un amistoso contra Trinidad y Tobago cuando el director técnico era Steve McClaren.
Para la temporada 2009, tras la llegada del portero irlandés Shay Given, Joe Hart fue enviado al Birmingham City en calidad de cedido. Tuvo una gran temporada con el equipo de Birmingham, hasta el punto que Fabio Capello, nuevo seleccionador de Inglaterra, lo incluyó en la lista de convocados para el Mundial de 2010 en Sudáfrica como tercer portero.
Con su vuelta al Manchester City se pensaba que Hart y Shay Given tendrían una fuerte disputa por la titularidad en el arco del equipo de Mánchester, pero las buenas actuaciones de Hart le aseguraron la titularidad.
El 14 de agosto de 2010, en el primer partido de la Liga 2010-11, fue el jugador del partido, haciendo cinco paradas extraordinarias y salvando a su equipo de la derrota contra el Tottenham Hotspur.[cita requerida]
El 23 de agosto de 2010, en la segunda jornada de la Liga 2010-11, volvió a ser el jugador del partido, haciendo 4 paradas muy valiosas para su equipo.[cita requerida]
En un partido con la selección inglesa sub-21, marcó un gol en la tanda de penales contra la selección de Suecia sub-21. La tanda finalizó con victoria de Inglaterra por 5 goles a 4.
Hart amplió su contrato con el Manchester City por 5 temporadas, hasta 2016, según informó el club por medio de un comunicado en su página web. En 2016 Joe Hart jugó cedido un año con el Torino de Italia. 
Para la temporada 2017-18 fue cedido al West Ham United, aunque su ficha continuaba siendo del Manchester City.
El 7 de agosto de 2018 se hizo oficial su desvinculación de los citizens y firmó por dos años con el Burnley. Abandonó los clarets en junio de 2020 tras expirar su contrato y no ser renovado.
El 18 de agosto de 2020 se hizo oficial su incorporación al Tottenham Hotspur F. C. para las siguientes dos temporadas. Un año después de su llegada fue traspasado al Celtic F. C.
El 22 de febrero de 2024 anunció que, una vez terminada la temporada en julio, se retiraría del fútbol.

## Selección nacional
Fue internacional con Inglaterra, con la que jugó 75 partidos. Durante la Eurocopa 2012, fue el portero titular de su selección durante todos los partidos del torneo.
El 12 de mayo de 2014 fue incluido en la lista final de 23 jugadores que representarán a Inglaterra en la Copa Mundial de Fútbol de 2014. Fue titular en los tres partidos disputados por su selección en Brasil.

### Participaciones en Copas del Mundo
| Copa              | Sede      | Resultado        |
| ----------------- | --------- | ---------------- |
| Copa Mundial 2010 | Sudáfrica | Octavos de final |
| Copa Mundial 2014 | Brasil    | Primera fase     |

### Participaciones en Eurocopas
| Copa          | Sede              | Resultado        |
| ------------- | ----------------- | ---------------- |
| Eurocopa 2012 | Polonia · Ucrania | Cuartos de final |
| Eurocopa 2016 | Francia           | Octavos de final |

## Clubes
| Club                           | País       | Año       |
| ------------------------------ | ---------- | --------- |
| Shrewsbury Town F. C.          | Inglaterra | 2003-2006 |
| Manchester City F. C.          | Inglaterra | 2006-2018 |
| Tranmere Rovers F. C. (cedido) | Inglaterra | 2007      |
| Blackpool F. C. (cedido)       | Inglaterra | 2007      |
| Birmingham City F. C. (cedido) | Inglaterra | 2009-2010 |
| Torino F. C. (cedido)          | Italia     | 2016-2017 |
| West Ham United F. C. (cedido) | Inglaterra | 2017-2018 |
| Burnley F. C.                  | Inglaterra | 2018-2020 |
| Tottenham Hotspur F. C.        | Inglaterra | 2020-2021 |
| Celtic F. C.                   | Escocia    | 2021-2024 |

## Palmarés

### Títulos nacionales
| Título               | Club                  | País       | Año  |
| -------------------- | --------------------- | ---------- | ---- |
| FA Cup               | Manchester City F. C. | Inglaterra | 2011 |
| Premier League       | Manchester City F. C. | Inglaterra | 2012 |
| Community Shield     | Manchester City F. C. | Inglaterra | 2012 |
| Copa de la Liga      | Manchester City F. C. | Inglaterra | 2014 |
| Premier League       | Manchester City F. C. | Inglaterra | 2014 |
| Copa de la Liga      | Manchester City F. C. | Inglaterra | 2016 |
| Copa de la Liga      | Celtic F. C.          | Escocia    | 2022 |
| Scottish Premiership | Celtic F. C.          | Escocia    | 2022 |
| Copa de la Liga      | Celtic F. C.          | Escocia    | 2023 |
| Scottish Premiership | Celtic F. C.          | Escocia    | 2023 |
| Copa de Escocia      | Celtic F. C.          | Escocia    | 2023 |
| Scottish Premiership | Celtic F. C.          | Escocia    | 2024 |
| Copa de Escocia      | Celtic F. C.          | Escocia    | 2024 |

### Distinciones individuales
| Distinción                         | Año  |
| ---------------------------------- | ---- |
| Guante de Oro de la Premier League | 2011 |
| Guante de Oro de la Premier League | 2012 |
| Guante de Oro de la Premier League | 2013 |
| Guante de Oro de la Premier League | 2015 |